# Simón I de Lorena

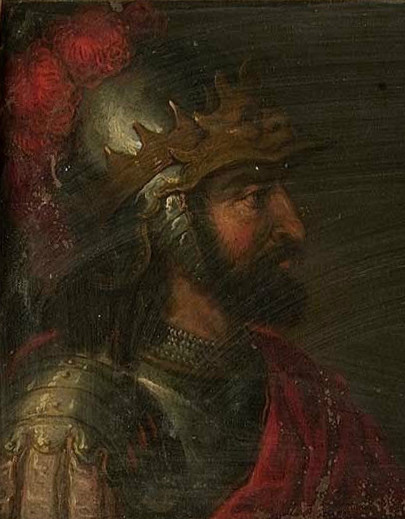
Detalle de un retrato de Simón I. Galería de los oficios, Florencia. SXVII

Simón I de Lorena (c. 1076-13/14 de enero de 1139) fue duque de Lorena desde 1115 hasta su muerte. Era hijo y sucesor de Teodorico II de Lorena y Hedwige de Formbach, por lo tanto el medio hermano del emperador Lotario III († 1137).

## Biografía
En 1115 sucedió a su padre como duque. Continuando con la política de amistad con el emperador del Sacro Imperio, acompañó al emperador Enrique V al Concordato de Worms de 1122, donde se resolvió la Querella de las Investiduras. 
Tuvo relaciones tormentosas con los episcopados de su reino: luchando con Esteban de Bar, obispo de Metz desde 1120, y Alberón de Montreuil, arzobispo de Trier desde 1131, ambos aliados del conde de Bar, cuya pretensión de Lorena contra el padre de Simón había sido anulada por el padre de Enrique V, Enrique IV. Aunque Alberón lo excomulgó, el Papa Inocencio II la revirtió. 
Simón era amigo de Bernardo de Claraval y construyó muchas abadías en su ducado, entre ellas la Abadía de Sturzelbronn en 1135, en la que también fue vuelto a enterrar después de haber sido enterrado primero en Saint-Die.

## Matrimonio y descendencia
Se casó con Adelaida († 1158), cuya filiación no es segura. Algunos la ven como la hija del conde Enrique III de Lovaina, y Gertrudis de Flandes (quien se casó en un segundo matrimonio con el padre de Simón, Teodorico II), y otros como hija de Gerardo de Süpplingenburg, conde de Querfurt, y Hedwig de Formbach, pero esto a su vez significa que habría sido la hermana de su marido. Sus hijos fueron: 
- Mateo I de Lorena, su sucesor en Lorena.
- Roberto, señor de Floranges (cerca de Thionville).
- Ágata de Lorena, se casó con el conde Reginaldo III de Borgoña.
- Hedwige, casada con Federico III, conde de Toul.
- Berta, casada con el Margrave Herman III de Baden.
- Matilde, casada con Godfrey I, Conde de Sponheim.